# Luís Portugal
Luís Manuel Portugal Peixoto Lopes (Vila Real, 22 de Maio de 1957)  é um cantor português conhecido como Luís Portugal, antigo vocalista dos Jafumega.

## Biografia
Luís Portugal estudou arquitectura mas não chegou a concluir o curso.
Em 1977 entra para o grupo Jafumega onde se mantém até 1986. Gravam 3 álbuns de originais.
Depois dedica-se ao ensino de Artes Visuais e ao esporádico trabalho de composição. No início dos anos noventa junta-se ao Sexteto de Carlos Araújo e participa como cantor no programa "Às 10" da RTP.[carece de fontes?]
Em 1993 lança o seu primeiro álbum a solo, Coisas Simples, com produção de Jorge Filipe e Telmo Marques, este último nome ligado aos GNR. Deste trabalho pode-se destacar o tema "Dinis dos Botões". Ainda neste ano, desloca-se ao Brasil para actuar em Recife, Natal e João Pessoa.[carece de fontes?]
Em 1994 é uma das vozes que faz parte de "Amar Não É Demais", o tema central da campanha desse ano do Pirilampo Mágico.
Em 1995 é editado o álbum Alta Vai a Lua, onde se pode destacar o tema "Uma Semente".
E convidado pelo guitarrista clássico Paulo Vaz de Carvalho, em 1998, para homenagear Adriano Correia de Oliveira.[carece de fontes?]
Em 2000 é editado Luís Portugal ao vivo gravado ao vivo em Tondela, no espaço ACERT, com a colaboração de Rui Costa, nome ligado aos Silence 4.
No Natal de 2002, a pedido da Santa Casa da Misericórdia da Mealhada, é lançado o CD single "Teatrinho de Natal".
Luís Portugal colabora com Fernando Mendes em dois musicais, "In Love" e "Kiss Kiss" em 2004, na peça "O Peso Certo" e escreveu e produziu o espectáculo "mendes.come – 30 anos de carreira", que em 2010 assinalou a efeméride do actor e comediante.
Torna-se responsável pela produção e composição musical de projectos escolares da Editora livreira Gailivro como "Saltitão", "Carochinha e as Letrinhas" e da colecção "Tic Tac", entre outros.[carece de fontes?]
Em Fevereiro de 2006 é lançado o livro infantil "Os Olhos do Coração", de José Guedes, que inclui um CD musicado e produzido por Luís Portugal.
Em 2011, participa no CD "Pzzim é um Raio de Energia" dos Pequenos Cantores da Maia.
Para 2012 promete novo trabalho que tem como single de estreia "Perto da Paixão".[carece de fontes?]

## Discografia

### Jafumega
- Estamos Aí (LP, Metro-Som, 1980)[3]
- Jáfumega (LP, Polygram, 1982)[3]
- Recados (LP, Polygram, 1983)[3]
- Jáfumega (compilação, Polygram, 1990)[3][15]

### A solo
- Coisas Simples (CD, Pôr do Som, 1993) [4][5]
- Alta Vai a Lua (CD, Strauss, 1995)[7]
- Luís Portugal ao vivo (CD, Strauss, 2000)[8]
- "Teatrinho de Natal" (CD-Single, 2002)[9]
- Os Olhos do Coração (CD, Gailivro, 2006), acompanhando o livro de José Guedes.[13]

### Colaborações
- Ar de Rock ao vivo em Cascais (2010)[16]
- Pzzim é um Raio de Energia dos Pequenos Cantores da Maia (2011)[14]